# سامانتا تاوسا
سامانتا تاوسا (انگلیسی: Samantha Thavasa) شرکت خرده‌فروشی پوشاک ژاپنی است، که در سال ۱۹۹۴ توسط کازوماسا ترادا تأسیس شد.
سامانتا تاواسا یک خانه مد لوکس ژاپنی است که در سال ۱۹۹۴ توسط کازوماسا ترادا تأسیس شد. این برند در درجه اول به خاطر کیف‌های دستی‌اش که در بین زنان بیست و چند ساله محبوب است، شناخته می‌شود. خطوط تولید اکسسوری دیگری مانند سامانتا تاواسا دلوکس، سامانتا وگا، سامانتا تاواسا نیویورک برای پاسخگویی به بازارهای مختلف ایجاد شده‌اند.
این شرکت در سال ۱۹۹۴ توسط کازوماسا ترادا، مدیرعامل و رئیس فعلی، تأسیس شد. نام آن از شخصیت‌های سامانتا و تابیتا استفنز از سریال کمدی آمریکایی «افسون‌شده» گرفته شده است. این شرکت بیش از ۱۳۰ فروشگاه خرده‌فروشی در ژاپن دارد. در اواخر سال ۲۰۰۶، سامانتا تاواسا اولین فروشگاه خود در ایالات متحده را در شهر نیویورک افتتاح کرد.